# Roger Desmet
Roger Desmet, né le 2 mars 1920 à Waregem et mort le 22 mai 1987 dans la même ville, est un coureur cycliste professionnel belge de 1945 à 1955. Son frère Armand (1931-2012) et son neveu Tom (1969) ont également été coureurs professionnels.

## Palmarès
- 1943
  - Grand Prix Depauw
- 1945
  - Grand Prix Briek Schotte
  - 6e de la Flèche wallonne
- 1947
  - 2e du Tour des Flandres
- 1948
  - 3e de À travers les Flandres
- 1949
  - Circuit du Houtland-Torhout
  - 2e étape d'À travers les Flandres
- 1950
  - 1re étape de Roubaix-Huy
- 1951
  - 2e du Grand Prix Marcel Kint
- 1952
  - 3e du Circuit du Houtland-Torhout
  - 3e de Roeselare-Aalst-Roeselare
- 1953
  - 2e du Circuit des régions flamandes
  - 2e du Circuit des monts du sud-ouest
  - 3e du Circuit de Flandre orientale
- 1954
  - Ruddervoorde Koerse
  - 2e de Bruxelles-Izegem
  - 3e du Nokere Koerse

## Résultats sur les grands tours

### Tour d'Italie
- 1947 : abandon